# Cuatro en la trampa
Cuatro en la trampa es una telenovela mexicana que se transmitió por Telesistema Mexicano en 1961. Protagonizada por Adriana Roel e Ignacio López Tarso y contando con Fernando Luján como el villano de la historia. Esta telenovela marca el debut de López Tarso en el mundo de las telenovelas.

## Elenco
- Adriana Roel
- Ignacio López Tarso
- Fernando Luján
- Armando Silvestre
- Andrea López
- Rubén Rojo

## Datos a resaltar
- La telenovela está grabada en blanco y negro.
- Es la primera telenovela del gran actor Ignacio López Tarso.